# Xã Buffalo Prairie, Quận Rock Island, Illinois
Xã Buffalo Prairie (tiếng Anh: Buffalo Prairie Township) là một xã thuộc quận Rock Island, tiểu bang Illinois, Hoa Kỳ. Năm 2010, dân số của xã này là 824 người.